# Zhang Yiwei
Dans ce nom chinois, le nom de famille, Zhang, précède le nom personnel.
Pour les articles homonymes, voir Zhang.
Zhang Yiwei, (né le 3 octobre 1992), est un snowboardeur chinois spécialiste du half-pipe. Il a obtenu son premier podium en Coupe du monde en 2011. Il se classe sixième aux Jeux olympiques de Sotchi en 2014. En 2015, Zhang est vice-champion du monde.

## Palmarès

### Jeux olympiques
| Édition/Discipline | half-pipe |
| JO 2014 à Sotchi   | 6e        |

### Championnats du monde
| Édition/Discipline          | half-pipe |
| Mondiaux 2011 à La Molina   | 39e       |
| Mondiaux 2015 à Kreischberg | Argent    |

### Coupe du monde
- 1 petit  globe de cristal :
  - Vainqueur du classement en half-pipe 2015.
- 8 podiums dont 1 victoire.